# フジスタッフホールディングス
フジスタッフホールディングス株式会社（英:FujiStaff Holdings, Inc.）は、かつて東京都千代田区に本社を置いていた人材派遣・業務請負の持株会社。2007年4月2日に株式移転によってフジスタッフ（現・ランスタッド）、アイラインを完全子会社として設立された。

## 概要
人材派遣・業務請負等を中心とした総合人材サービスを展開する、いずれも東京都と宇都宮市の2本社制を敷くフジスタッフ（ホワイトカラー系、登記上の本店・東京都中央区）とアイライン（ブルーカラー系、登記上の本店・宇都宮市）の経営統合により設立。この際の株式は、フジスタッフ株1株およびアイライン株430株に対し、それぞれHD株を1株割当となった。
当社発足当初、孫会社を含めたグループ企業をフジスタッフホールディングスグループと称していたが、2010年4月よりフジスタッフグループに改めている。HPドメインもこのときから、fshd.co.jpからfujistaff-holdings.jpに変更されている。
2011年1月に、TOBによりランスタッド・ホールディングの日本における投資事業を手がける子会社（中間持株会社）であるランスタッド日本合同会社（事業会社たる日本法人であるランスタッド株式会社とは別法人）の完全子会社となる。すなわち、中間持株会社化である。2011年7月1日に、ランスタッドブランドの浸透を目的とした経営統合の名目により、ランスタッド日本を吸収合併し、ランスタッドグループジャパン株式会社へ改称する。子会社のフジスタッフにアイラインとランスタッド日本法人を吸収して、ランスタッド株式会社に改称した。
これにより、当社はランスタッドグループにおけるアジア地域の統括を手がける中間持株会社であるランスタッド・アジア・パシフィック・ビー・ヴィー（本社・オランダ王国）の子会社に、新ランスタッド社は当社の完全子会社となった。

## 沿革
- 2007年（平成19年）4月2日 - フジスタッフとアイラインによる株式移転方式での経営統合により、フジスタッフホールディングス株式会社として設立。
- 2009年（平成21年）
  - 1月 - 就職支援向けパソコンスクールなどを手がけるマルチメディアスクール・ウェーヴと資本提携し、同社を子会社化。
  - 11月30日 - 本社を千代田区丸の内のパシフィックセンチュリープレイス丸の内より、同丸の内トラストタワー本館へ移転。
- 2010年（平成22年）4月1日 - グループ呼称を「フジスタッフグループ」に改称。
- 2011年（平成23年）
  - 1月 - 蘭・ランスタッド・ホールディングの日本法人・ランスタッド日本合同会社によるTOBに伴い、ランスタッド日本の完全子会社化。大阪証券取引所・ジャスダックの上場廃止がなされた。
  - 7月 - ランスタッド日本を吸収合併し、ランスタッドグループジャパン株式会社へ社名を変更。同時に、子会社のフジスタッフがアイライン・ランスタッド日本法人の2社を吸収合併し、ランスタッド株式会社に社名変更[2]。同時に、1億円への減資を実施。

## 傘下企業の偽装請負
フジスタッフホールディングスの完全子会社である業務請負会社のアイラインは、キヤノン宇都宮工場にて偽装請負を行なっている。雇用主はアイラインであるにもかかわらず労働者はキヤノンの正社員より教育を受けていた。当初は請負契約であったものが、2005年5月に労働者派遣契約に変更し、2006年5月に請負契約に変更するといった、雇用形態の変更が複数回行われた。2006年秋に本偽装請負に対して労働局が指導を行なった。
2007年2月にキヤノンユニオン宇都宮支部長が衆議院予算委員会の公聴会に招かれ、本偽装請負について意見を述べている   。

## 傘下企業の「協力会費」の天引き
フジスタッフホールディングス完全子会社の業務請負会社アイラインの労働者は「協力会費」名目で不透明な天引きを受けていると主張し、同社への指導を求め労働基準監督署に申告を行なっている。労働者側は「協力会費」は強制的に徴収されていたと主張している。
一方アイライン側は、「協力会費」の支払いは任意と主張し、廃止や返金を否定している。「協力会費」の天引きは請負・派遣労働者から月額300円、日雇い労働者から派遣1回ごとに120円となっており、その総額は2007年時点で年間約8000万円となっている。同様の天引きはグッドウィルやフルキャストの日雇い派遣で明らかになっており、厚生労働省が一斉指導を行なっている。